# Silurische hypothese
De Silurische hypothese is een gedachte-experiment waarbij wordt onderzocht of de moderne wetenschap in staat is om bewijzen te vinden van een geavanceerde beschaving die miljoenen jaren geleden zou hebben bestaan. De hypothese stelt dat er op aarde een beschaving zou kunnen hebben bestaan vóór de mens, maar dat eventuele bewijzen hiervan door de tijd heen zijn verdwenen.
Het concept van (onbekende en onvindbare) pre-menselijke beschavingen is verkend in de populaire cultuur, waaronder boeken, televisieseries en korte verhalen.

## Uitleg

### Oorsprong
Hoewel vergelijkbare ideeën al wel eerder in sciencefiction waren onderzocht, werd de Silurische hypothese voor het eerst wetenschappelijk onderzocht in 2018, in een artikel door Adam Frank, een astrofysicus aan de Universiteit van Rochester, en Gavin Schmidt, directeur van het Goddard Institute for Space Studies. Frank en Schmidt stelden zich een geavanceerde beschaving voor vóór de mens en vroegen zich af of het mogelijk zou zijn om een industriële beschaving te detecteren in het geologisch archief. Ze stellen dat er al in de Carboonperiode (ongeveer 350 miljoen jaar geleden) voldoende fossiele koolstof zou zijn geweest om een industriële beschaving te voeden die vergelijkbaar is met de onze. En hoewel ze sterk betwijfelen of er echt een eerdere industriële beschaving heeft bestaan vóór de onze, roept volgens hen het formeel stellen van de vraag en expliciet beschrijven hoe bewijs voor zo'n beschaving eruit zou zien, nuttige vragen op die relevant zijn voor zowel astrobiologie als onderzoek naar het tijdperk van de mens, het Antropoceen.
Frank benaderde Schmidt overigens oorspronkelijk om te bespreken hoe buitenaardse beschavingen gedetecteerd konden worden aan de hand van hun mogelijke impact op het klimaat, door de studie van ijskernen en jaarringen van bomen. Ze realiseerden zich beiden dat de hypothese uitgebreid kon worden naar de aarde en de mensheid, omdat mensen in hun huidige vorm al 300.000 jaar bestaan maar pas de laatste paar eeuwen over geavanceerde technologie beschikken.

### Zoeken naar bewijs
Volgens Frank en Schmidt is het vinden van direct bewijs zoals technologische artefacten onwaarschijnlijk omdat fossilisatie vrij zeldzaam is en slechts een klein deel van het blootgestelde oppervlak van de aarde van vóór het geologisch tijdperk Kwartair (ongeveer 2,5 miljoen jaar geleden) dateert. De onderzoekers trokken de conclusie dat hedendaagse mensen na een lange periode waarschijnlijker indirect bewijs zouden aantreffen. Dit zou kunnen bestaan uit:
- Snelle temperatuur- of klimaatveranderingen (zoals die ongeveer 55 miljoen jaar geleden plaatsvonden tijdens het Paleocene-Eocene Thermal Maximum);
- Bewijs van het gebruik van geothermische energiebronnen;
- Afwijkingen in sediment, zoals:
  - Chemische samenstelling (bijvoorbeeld bewijs van kunstmest);
  - Isotopenverhoudingen (plutonium-244 komt bijvoorbeeld niet voor buiten een supernova, dus aanwezigheid van dit isotoop zou kunnen wijzen op een technologisch geavanceerde beschaving).[2][4]

Voorwerpen die mogelijk bewijs van vroegere beschavingen kunnen aanduiden, zijn bijvoorbeeld plastics en residuen van nucleair afval die diep onder de grond of op de oceaanbodem begraven zijn.

### Andere hemellichamen
Frank en Schmidt speculeren dat zo'n beschaving naar de ruimte zou kunnen zijn gegaan en artefacten zou kunnen hebben achtergelaten op andere hemellichamen, zoals de maan en Mars. Bewijs voor artefacten op deze twee werelden zou makkelijker te vinden zijn dan op aarde, waar erosie en tektonische activiteit veel zou uitwissen.

## In popcultuur
Frank en Schmidt citeren Inherit the Stars, een roman uit 1977 van James P. Hogan, waarin een soortgelijke hypothese wordt besproken. Ze geven echter aan verrast te zijn door hoe zelden het concept in sciencefiction werd verkend.

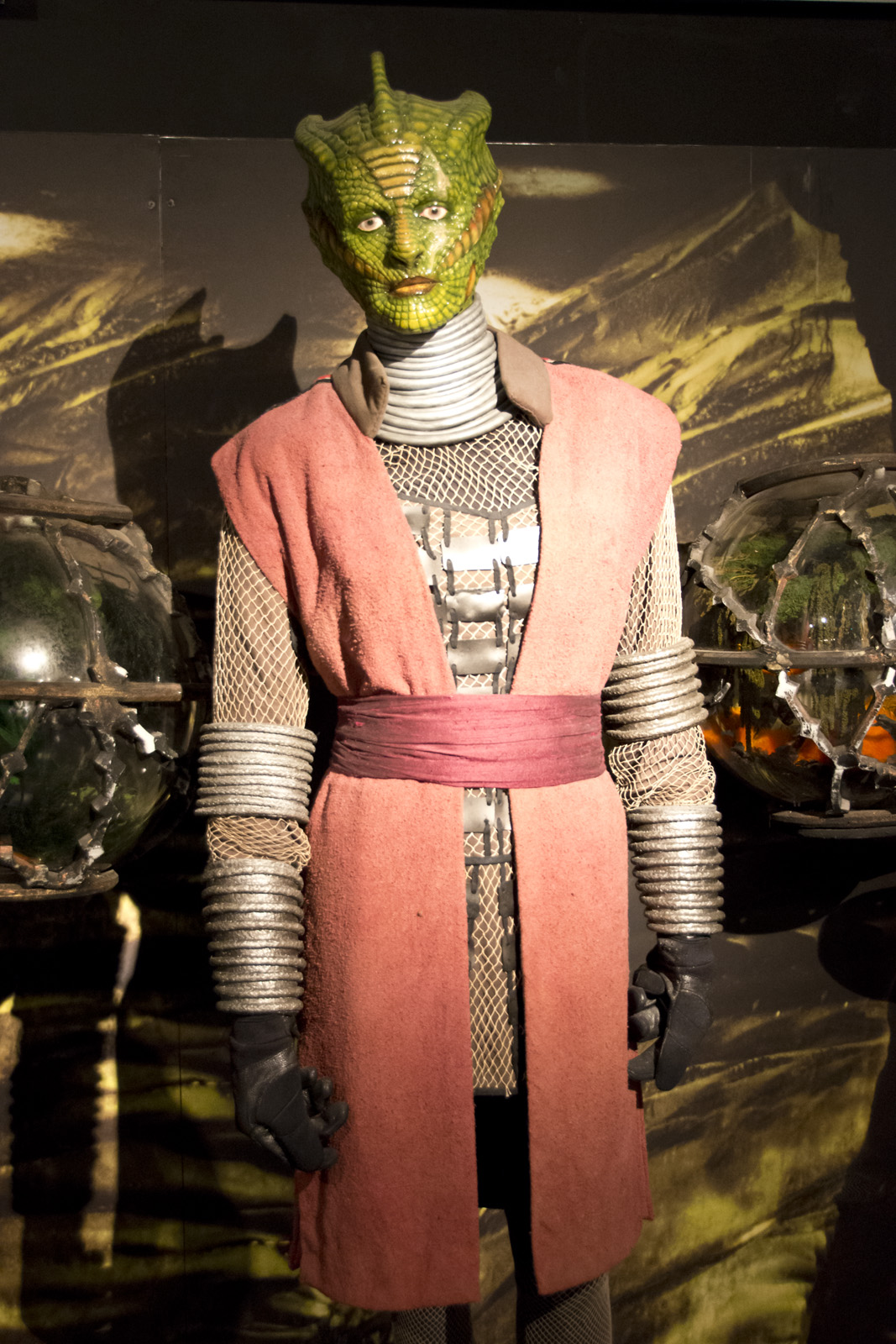
Een Silurian uit Doctor Who

De Silurians in Doctor Who zijn een ras van reptielachtige humanoïden uit het verleden van de aarde.
In Isaac Asimovs Big Game (geschreven in 1941 en gepubliceerd in 1974) en Day of the Hunters (1950) werd het uitsterven van de dinosaurussen veroorzaakt door een intelligent ras van humanoïde dinosaurussen. In Asimovs No Connection (1948) probeert een niet-menselijke wetenschapper van een toekomstige beschaving het bestaan van een oude primaatbeschaving op aarde te bewijzen.
Andre Nortons The Time Traders (1958) en latere boeken in de serie bespreken het idee dat fysiek bewijs van oude geavanceerde beschavingen op aarde in slechts enkele millennia kan worden verwijderd door gletsjers, vulkaanuitbarstingen en natuurlijk verval.
In de aflevering Distant Origin uit 1997 van Star Trek Voyager ontmoet de bemanning de Voth, een ruimtevarende ras dat lijkt te zijn geëvolueerd op aarde uit dinosaurussen. Wanneer hij deze theorie bespreekt met een Voth-wetenschapper, speculeert Chakotay dat hun voorouders evolueerden op een geïsoleerd continent dat werd vernietigd door een cataclysme, met alle sporen begraven onder oceanen of kilometers van gesteente.
Het idee van pre-menselijke beschavingen wordt verkend in H.P. Lovecrafts novelle The Shadow out of Time en zijn korte roman At the Mountains of Madness.
In Larry Nivens korte verhaal The Green Marauder vertelt een meer dan 700 miljoen jaar oude alien (door relativistisch reizen) aan een mens over de laatste keer dat het de aarde bezocht, en de hopeloze smeekbede van de anaerobe beschaving van de aarde om hulp tegen de groeiende milieudreiging van chlorofyl.

## Trivia
- De naam "Silurisch" verwijst naar de Silurians, wezens uit de Britse sciencefictionserie Doctor Who. Deze humanoïde reptielen zouden een geavanceerde beschaving hebben gehad voor de mensheid bestond. De naam Silurians verwijst op zijn beurt naar de geologische periode Siluur.[1]